# Национални парк Пенџари
Национални парк Пенџари (фр. Parc National de la Pendjari) је национални парк који се налази у западном делу Бенина, а граничи се са Националним парком Арли, који се налази у Буркини Фасо. Именован је по реци Пенџари (која се некада назива и Оти), а парк је познат по дивљем свету и дом је шумских слонова, западних афричких лавова, нилске коње, афричке биволе и неколико врстса антилопа. У парку такође постоји велики број врста птица.
Парк се простире на површини од 2,775 km² у далеком северозападном делу Бенина. Део је ВАП комплекса, које представља огромно заштићено подручје у Бенину, Буркини Фасо и Нигеру. Западни делови Бенина су брдска и планинска подручја која пружају леп поглед ка овом парком, који је доста изолован и сачуван. Парком управља организација Афрички паркови.
У мару 2009. године предложен је за Светску баштину Унеска, а у јулу 2017. године званично проглашен, као заштићеног подручја W—Арли—Пенџари.

## Екологија
Камене пећине налазе се на вишим пределима, где је такође пронађен велики број биљних врста. Просечне годишње падавине износе 1100 мм, а парк је отворен током целе године. Највише падавина има од јуна до новембра, па поједини делови тада могу бити неприступачни.

### Сисари
Парк је дом за већину типичних врста Бенина и западноафричких савана. Један од најређих сисара који настањује национални парк је западноафрички гепард, али виђен је изузетно ретко. Постоји око 5—13 примерака ове врсте у парку, укључујући и оне у Националном парку W, према попису из 2007. године. Пописано је око 100 лавова у парку и вероватно је највећа заједница ових животиња у западној и централној Африци, међу свим другим заштићеним пределима. Вредност популације лава добила је додатни значај, када је студија показала генетску јединственост западноафричких лавова, у поређењу са онима из јужне и источне Африке.
Првобитно, угрожени западноафрички дивљи пас пописан је у овом парку, као и у суседном Националном парко Арли у Буркини Фасо. Сматрало се да више не настањује ове пределе, али је пописано неколико њих током студија у априлу 2000. године. Други већи месоједи у парку укључују афричког леопарда, хијену, пругастог шакала и друге.
На простору парка такође постоји велика популација слонова. Њихов број је последњих деценија стабилан, а има их више од 800 (пописи из 2005—2010). Укључујући суседни Национални парк W и Национални парк Арли, укупно те просторе настањује више од 3800 слонова, што је највећа концентрација слонова у читавој западној Африци. Након слона, руга највећа животиња у парку је нилски коњ.
Према попису животиња из 2000. године, простор парка настањују и други велики сисари, као што је афрички биво (2700 јединки), западни хартбист (1500 примерака), коб антилопа (2600 примерака) и брадавичаста свиња. Неке врста антилопа као што су Damaliscus lunatus korrigum, Tragelaphus sylvaticus и Redunca су изузетно ретке у парку. У парку су такође пописани ориби, црвени дујкер и врста Sylvicapra grimmia. Примати у парку укључују патаса, маслинастог павијана и врсту Chlorocebus tantalus.

### Птице
У парку постоји 300 врста птица. Врсте Falco naumanni и Circus macrourus повремена су врсте у парку. Falco alopex није уобичајена врста у парку, док врста Chelictinia riocourii настањена у парку, осим током кишне сезоне.
Пенџари национални парк познат је по разноликости птица, а у њему постоји велики број врста Anastomus lamelligerus, Ephippiorhynchus senegalensis, а сезонски парк настањују и беле роде. Haliaeetus vocife и сова рибарица такође су пописани у парку.
Најпознатије и најраспрострањеније врсте у парку су Vidua togoensis, Petronia dentata, Estrilda troglodytes, Pytilia phoenicoptera, Turdoides reinwardtii, Eremomela pusilla, Monticola saxitilis, Thamnolaea cinnamomeiventris, Myrmecocichla albifrons, Cercomela familiaris, Oenanthe bottae, Cossypha albicapillus и Hirundo leucosoma.
Ово станиште убележено је као значајно за птице од стране организације BirdLife International, а такође национални парк и птице у њему под заштитом су државе.

## Галерија
- Река Пенџари у истоименом парку
- Равни предели парка
- Речно острво у парку
- Поглед на парк
- Седиште националног парка

- Резерват природе Витаново